# Peshtigo
Peshtigo è un comune degli Stati Uniti d'America, situato nello Stato del Wisconsin, nella Contea di Marinette.

## Storia
La cittadina è celebre per il violentissimo incendio che la devastò nel 1871, lo stesso giorno del grande incendio di Chicago, causando più di 2000 vittime.